# Kings de Dauphin
Les Kings de Dauphin sont une équipe de hockey sur glace de la Ligue de hockey junior du Manitoba. L'équipe est basée à Dauphin dans la province du Manitoba au Canada.

## Historique
L'équipe est créée en 1967.

## Palmarès
| Épreuve        | Date                                    |
| -------------- | --------------------------------------- |
| Coupe Turnbull | 1969, 1970, 1972, 1977, 1983 1993, 2010 |
| Coupe Anavet   | 1983, 2010                              |